# Вила Торе (Терамо)
Вила Торе (итал. Villa Torre) је насеље у Италији у округу Терамо, региону Абруцо.
Према процени из 2011. у насељу је живело 402 становника. Насеље се налази на надморској висини од 175 м.